# 20-as évek
Évszázadok: i. e. 1. század · 1. század · 2. század
Évtizedek: i. e. 20-as évek · i. e. 10-es évek · i. e. 1-es évek · 1-es évek · 10-es évek · 20-as évek · 30-as évek · 40-es évek · 50-es évek · 60-as évek · 70-es évek
Évek: 20 · 21 · 22 · 23 · 24 · 25 · 26 · 27 · 28 · 29

## Híres személyek
- Tiberius római császár